# Willi Hölz
Willibald „Willi“ Hölz (* 16. April 1929 in Frankenthal; † 28. August 2010 in Alsenborn) war ein deutscher Fußballtorwart.

## Karriere
Willi Hölz kam 1947 vom VfR Frankenthal zum in der damals erstklassigen Oberliga Südwest spielenden 1. FC Kaiserslautern. Mit den „Roten Teufeln“ nahm er 1948, 1949 und 1950 als Südwestmeister an der Endrunde um die deutsche Meisterschaft teil. 1948 konnte man sogar bis ins Endspiel vordringen, das dann jedoch mit 1:2 gegen den 1. FC Nürnberg verloren wurde. Bei den Lauterern wurde er schnell zur „Nummer 1“, 1949 wurde er aber, nach einer schweren Meniskusverletzung, vom neuverpflichteten Karl Adam verdrängt. 1950 verließ er den FCK und wechselte ligaintern zu Wormatia Worms. Auch mit Worms spielte er im oberen Tabellenbereich mit (2., 4.), erreichte jedoch nicht die Endrunde und ging 1952 wieder zum FCK.
Beim zweiten Mal auf dem Betzenberg konnte er, wieder als Stammtorhüter, 1953 die Deutsche Meisterschaft feiern. Danach qualifizierte man sich regelmäßig von 1953 bis 1958 für die Endrunde. Nach dem Meistertitel wurde 1954 und 1955 noch einmal das Finale erreicht. In der Saison 1959/60 verlor Hölz an Wolfgang Schnarr seinen Stammplatz im Tor, den er sich bis zu seinem Weggang 1961 nicht mehr zurückerobern konnte. Willi Hölz stand in 252 Oberligapartien für den FCK im Tor, insgesamt absolvierte er 290 Pflichtspielpartien für die Pfälzer.
1962 ging er ins 15 km von Kaiserslautern entfernte Alsenborn und war bis 1966 Torwart beim SV Alsenborn, wo er mit Gerhard Ahrens und Otto Render auf weitere ehemalige Spieler des 1. FC Kaiserslautern traf. Mit Hölz stieg der Verein in den Jahren 1962 bis 1965 dreimal in Folge auf und erreichte so die Regionalliga Südwest, die damals zweithöchste Spielklasse.

## Erfolge
- Deutscher Meister 1953 mit dem 1. FC Kaiserslautern